# Oskar Loerke
Oskar Loerke (Jungen, 13 marzo 1884 – Berlino, 24 febbraio 1941) è stato un poeta e scrittore tedesco.

## Biografia

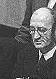
Oskar Loerke

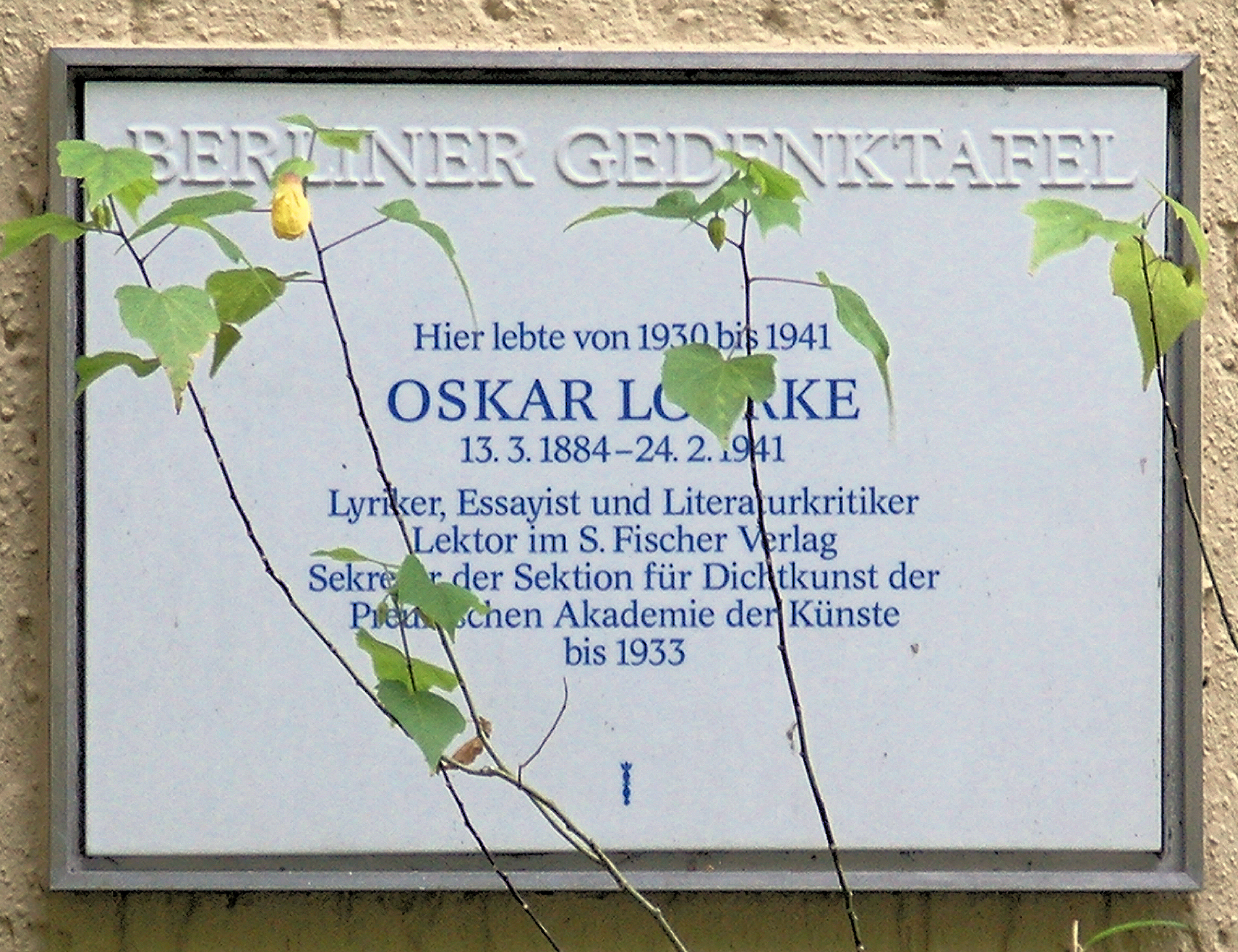
Placca in memoria di Oskar Loerke, a Berlino

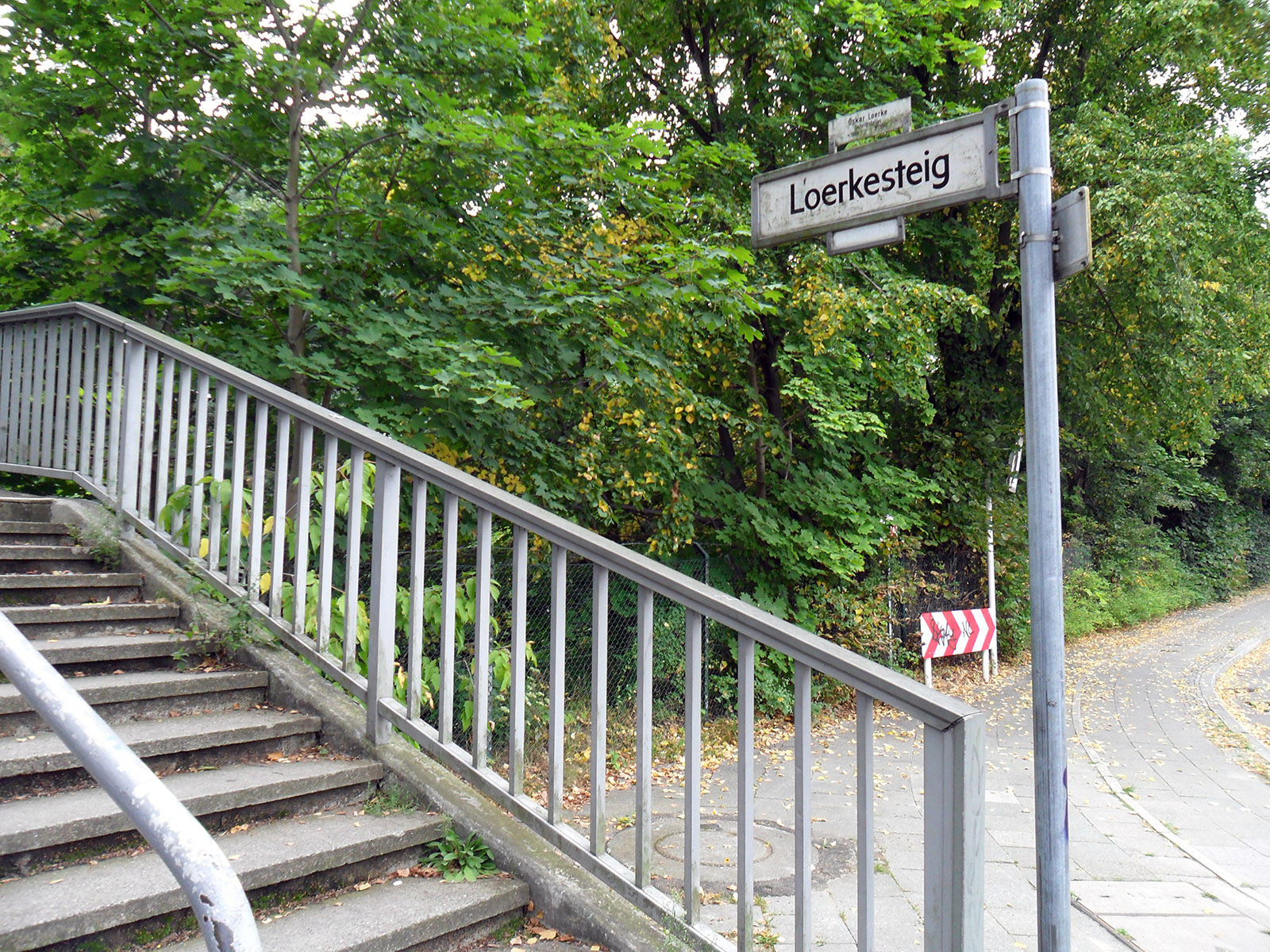
Ingresso est della passerella di Loerkesteig a Berlino-Hermsdorf, dal nome di Oskar Loerke

Figlio di un giudice, Oskar Loerke frequentò il ginnasio di Graudenz e studiò dal 1903 filosofia, storia, e musica a Berlino, dove visse fino alla morte.
Accanto a Wilhelm Lehmann e Georg Britting rappresentò la poesia di evasione dalla realtà, che auspicava il ritorno alla natura.
Dopo un esordio nella prosa, con il racconto Der Turmbau (La costruzione della torre, 1910) ed il romanzo Vineta (1907), si dedicò soprattutto alla poesia.
Nel 1913 Loerke ricevette il Premio Kleist, e grazie alla borsa di studio ottenuta, visitò il Nordafrica e l'Italia meridionale; poi ha lavorato, nei primi anni di guerra, come drammaturgo nella casa editrice teatrale Bloch, prima di partecipare alla prima guerra mondiale.
Si avvicinò per alcuni elementi lirici all'espressionismo, in auge ai suoi tempi, anche se fondamentalmente ne fu estraneo; alcuni critici letterari lo considerarono un espressionista romantico, altri un neoromantico, e aderì soprattutto ancora al decadentismo di Stefan George e di Hugo von Hofmannsthal, ma con minori accenti estetizzanti.
Dal punto di vista della metrica, Loerke si legò anche alla tradizione lirica, invece i suoi temi principali furono l'amore e il paesaggio, descritti e approfonditi con un'interpretazione vicina alla spiritualità,alla mitologia, alla storia.
Nel 1917 si unì alla casa editrice S. Fischer come docente, dove conobbe gli autori della casa editrice, in particolare Thomas Mann.
Tra il 1920 e il 1928 collaborò con numerosi articoli e recensioni con il Berliner Börsen-Courier, e tra il 1929 e il 1932 contribuì anche alla rivista letteraria Die Kolonne, che era aperta alla poesia naturale.
Nel 1926 Loerke fu eletto all'Accademia delle arti prussiana; dal 1928 al 1933 fu segretario della sezione di poesia.
Nel 1933 Loerke, che rifiutò il nazionalsocialismo, fu espulso dall'Accademia delle arti prussiane, diventando un letterato della "emigrazione interna".
Le sue opere esercitarono un'influenza su poeti quali Karl Krolow, Günter Eich ed Elisabeth Langgässer.
Tra i suoi saggi, menzioniamo Das unsichtbare Reich (Il regno invisibile, 1935), su Johann Sebastian Bach, e Anton Bruckner, 1938.
Di lui si hanno le raccolte: Wanderschaft (Viaggi, 1911), Gedichte (Poesie, 1916), Die heimliche Stadt (La città segreta, 1921), Der längste Tag (Il giorno più lungo, 1926), Der Atem der Erde (Il respiro della terra, 1930), Der Silberdistelwald (La foresta di cardo d'argento, 1934), Der Wald der Welt (La foresta del mondo, 1936).
Oskar Loerke morì il 24 febbraio 1941 a Berlino-Frohnau.

## Opere principali

### Opere complete
- Gedichte und Prosa, a cura di von Peter Suhrkamp, vol.1 Die Gedichte, vol. 2 Die Schriften, Suhrkamp, Francoforte sul Meno, 1958;

### Poesie
- 1911 Wanderschaft (in Blauer Abend in Berlin);
- 1916 Gedichte (1929 seconda edizione, sotto il titolo Pansmusik);
- 1921 Die heimliche Stadt;
- 1926 Der längste Tag;
- 1930 Atem der Erde. Sieben Gedichtkreise – gutenberg.spiegel.de;
- 1934 Der Silberdistelwald;
- 1936 Der Wald der Welt.

### Poesie selezionate
- 1938 Magische Verse, introduzione di von Peter Suhrkamp;
- 1939 Kärntner Sommer;
- 1941 Der Steinpfad;
- 1949 Die Abschiedshand.

### Collezione completa di poesie
- Oskar Loerke. Sämtliche Gedichte, pubblicato da Uwe Pörksen e Wolfgang Menzel, con un saggio di Lutz Seiler, Wallstein Verlag, Gottinga 2010.

### Romanzi e racconti
- 1907 Vineta, racconto;
- 1909 Franz Pfinz, racconto;
- 1910 Der Turmbau, romanzo;
- 1919 Das Goldbergwerk, novelle;
- 1919 Chimärenreiter, novelle;
- 1919 Der Prinz und der Tiger, racconto;
- 1921 Der Oger, romanzo.

### Diari e note
- 1955 Tagebücher 1903–1939, a cura di Hermann Kasack, Verlag Lambert Schneider, Heidelberg/Darmstadt, Darmstadt;
- 1960 Reisetagebücher, iniziato e curato da Heinrich Ringleb. Verlag Lambert Schneider, Heidelberg/Darmstadt, contenuti:
  - 1908 Harzreise;
  - 1909 Riesengebirgsreise;
  - 1914 Reise nach Nordafrika und Italien;
    - Algerische Reise;
    - Italienreise;
- 1996 Was sich nicht ändert, pensieri e osservazioni sulla vita e la letteratura, a cura di Reinhard Tgahrt, Cotta, Marbach am Neckar.

### Saggi e recensioni
- 1922 Wandlungen eines Gedankens über die Musik und ihren Gegenstand;
- 1925 Zeitgenossen aus vielen Zeiten;
- 1928 Formprobleme der Lyrik;
- 1933 Die arme Öffentlichkeit des Dichters;
- 1935 Das unsichtbare Reich;
- 1935 Das alte Wagnis des Gedichtes;
- 1938 Anton Bruckner. Ein Charakterbild;
- 1939 Hausfreunde. Charakterbilder;
- 1950 Hermann Kasack (ed.): Johann Sebastian Bach zwei Aufsätze, Suhrkamp Verlag, Berlino, (edizione con una prefazione di Hermann tunica e saggi su Bach dal 1922 e il 1935).

collezioni
- 1956 Reden und kleinere Aufsätze von Oskar Loerke a cura di Hermann Kasack, Verlag der Akademie der Wissenschaften in Mainz, Wiesbaden;
- 1965 Der Bücherkarren: Besprechungen im Berliner Börsen-Courier 1920–1928, in collaborazione con Reinhard Tgahrt, a cura di Hermann Kasack, Verlag Lambert Schneider, Heidelberg; teilweise online lesen bei google-books
- 1967 Reinhard Tgahrt (ed.): Literarische Aufsätze aus der Neuen Rundschau, Verlag Lambert Schneider, Heidelberg / Darmstadt.